# Povline Lütken
Povline Lütken, född 6 maj 1893 i Elling socken, död 30 december 1977 i Köpenhamn, var en dansk författare. Hon var äldre syster till författaren och poeten Hulda Lütken (1896–1946).
Povline Lütken var dotter till skolläraren Jens Peter Lütken (1859–1919) och dennes hustru Anna Nielsine Martine Nielsen (1869–1955), som var av en släkt bland resandefolket. Hon växte upp på Holmen skole, där fadern undervisade, och genomgick sin egen skolgång där. Hon debuterade som författare 1934 med romanen Præstens datter. Hon tilldelades Emma Bærentzens Legat 1944 för romanen En mand beskikker sit Hus (1943). De sista sex åren av sitt liv tillbringade hon på ett vårdhem i Köpenhamn.
En av hennes två döttrar, Anne Marie Lütken (1916–2001), blev en känd konstnär.